# Al-Kanajis
Al-Kanajis (arab. الكنايس) – miejscowość w Syrii, w muhafazie Idlib. W 2004 roku liczyła 1104 mieszkańców.